# 1923 في فلسطين الانتدابية
تعرض الصفحة أحداث عام 1923 في فلسطين الانتدابية.

## شاغلو الوظائف
- المفوض السامي - السير هربرت صموئيل
- أمير شرق الأردن - عبد الله الأول بن الحسين
- رئيس وزراء شرق الأردن - علي رضا الركابي حتى 1 فبراير، ثم خلفه مظهر رسلان (رئيس الوزراء بالوكالة) حتى 5 سبتمبر، ثم حسن خالد أبو الهدى

## الأحداث
- 15 مايو - اعترفت بريطانيا بشرق الأردن كحكومة مستقلة، على الرغم من أنها لا تزال جزءًا من الانتداب البريطاني على فلسطين.
- 16 - 20 يونيو - انعقاد المؤتمر العربي الفلسطيني السادس في يافا.
- 26 سبتمبر - الانتداب البريطاني على فلسطين، أكده مجلس عصبة الأمم في 24 يوليو 1922.

### تواريخ غير معروفة
- تأسيس رامات هاشارون، في ذلك الوقت المسماة ((بالعبرية: עִיר שָׁלוֹם‏)، يمعنى مدينة السلام)، على يد مجموعة من المهاجرين اليهود من بولندا.[1]

## ولادات بارزة
- 21 فبراير - إبراهيم بيتون، سياسي إسرائيلي (توفي عام 2005).
- 6 مارس - جدعون بن إسرائيل، سياسي إسرائيلي (توفي عام 2014).
- 10 مارس - شموئيل تامير، سياسي ومحامي إسرائيلي (توفي 1987).
- 13 مارس - إليعازر كاشاني، مقاتل من منظمة الإرجون (توفي عام 1947).
- 7 يونيو - عوزي أورنان، لغوي إسرائيلي (توفي عام 2022).
- 20 يوليو - ماتيتياهو بيليد، جنرال إسرائيلي وناشط سلام (توفي عام 1995).
- 2 سبتمبر - موشيه كيلمان، ضابط إسرائيلي (توفي عام1980).
- 12 سبتمبر - أفيعاد يافح، سياسي إسرائيلي (توفي عام 1977).
- 15 سبتمبر - يوسف هريش، محامٍ إسرائيلي، المدعي العام لإسرائيل (توفي عام 2013).
- 27 سبتمبر - مئير أفيزوهار، سياسي إسرائيلي (توفي عام 2008).
- 9 أكتوبر - حاييم جوري، شاعر وروائي وصحفي وصانع أفلام وثائقية إسرائيلي (توفي عام 2018).